# Романтична история
„Романтична история“ е български игрален филм (драма) от 1984 година на режисьора Милен Николов, по сценарий на Александър Томов. Оператор е Георги Георгиев. Създаден е по разказа „Кондора“ на Александър Томов. Музиката във филма е композирана от Ангел Михайлов.

## Сюжет
Любовта между Жана и Иван – млади хора от крайните софийски квартали, пламва на дискотечния дансинг. Тя мечтае за богат живот, но Иван не може да ѝ го осигури. За да я спечели, става барман на морето. След 10 години се връща с куфар пари. Но това не е достатъчно условие за щастието на тези две пламенни натури. Двойката живее на ръба на истеричната страст и раздялата. След остри изпитания следва неочакван обрат в отношенията…

## Актьорски състав
| Роля                                             | Изпълнител         |
| ------------------------------------------------ | ------------------ |
| Иван Иванов                                      | Иван Кондора       |
| Ирен Кривошиева                                  | Жана               |
| Ицхак Финци                                      | режисьорът         |
| Домна Ганева                                     | майката на Кондора |
| Владимир Колев                                   | Жоро               |
| Елефтери Елефтеров                               | адашът             |
| Петър Божилов                                    | бригадирът         |
| Стоян Стоев                                      | Гюров, началника   |
| Стефан Попов                                     | следователят       |
| Виктор Чичов (като В. Чичов)                     |                    |
| Атанас Димитров (като Ат. Димитров)              |                    |
| Цанислав Стойков (като Ц. Стайков)               |                    |
| Ив. Граматиков                                   |                    |
| Георги Георгиев – Гочето (като Г. Георгиев)      |                    |
| Димитър Милушев (като Д. Милушев)                | асфалтаджията      |
| Л. Ценов                                         |                    |
| В. Христов                                       |                    |
| Г. Дряновски                                     |                    |
| Д. Георгиева                                     |                    |
| Е. Кръстев                                       |                    |
| А. Драгова                                       |                    |
| Ив. Червенков                                    |                    |
| Л. Стоянова                                      |                    |
| И. Иванов                                        |                    |
| А. Маринова                                      |                    |
| М. Дочева                                        |                    |
| Николай Кипчев (като Н. Кипчев)                  |                    |
| Боян Милушев (не е посочен в надписите на филма) | барман             |

и други